# Cerkiew Zmartwychwstania Pańskiego w Białymstoku

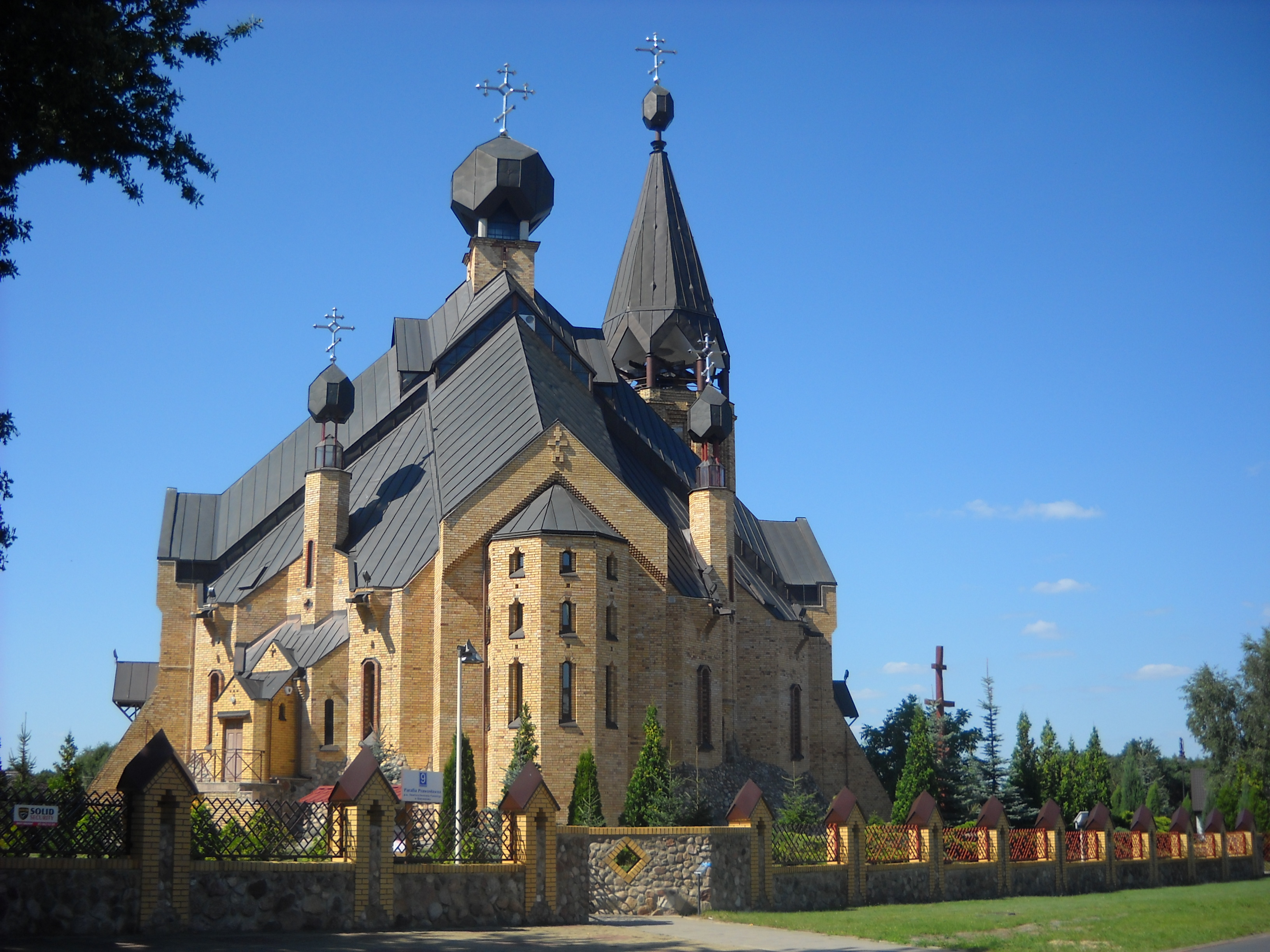
Apsyda cerkwi

Cerkiew Zmartwychwstania Pańskiego – prawosławna cerkiew parafialna w Białymstoku. Należy do dekanatu Białystok diecezji białostocko-gdańskiej Polskiego Autokefalicznego Kościoła Prawosławnego.

## Położenie
Cerkiew znajduje się na osiedlu Leśna Dolina, przy ulicy Władysława Sikorskiego 9.

## Historia

### Budowa cerkwi
W dniu 7 maja 1989 abp Sawa dokonał poświęcenia placu pod budowę cerkwi tymczasowej. Dnia 22 kwietnia 1990 nastąpiło położenie kamienia węgielnego pod budowę świątyni pw. Zmartwychwstania Pańskiego, która jest kontynuacją cerkwi o tym samym wezwaniu tj. rozebranego w 1938 soboru Zmartwychwstania Pańskiego.
Prace budowlane rozpoczęto w listopadzie 1991, natomiast prace nad projektem trwały do 1994.
W dniu 9 czerwca 1998 metropolita warszawski i całej Polski Sawa, dokonał poświęcenia krzyża umieszczonego na głównej kopule. 18 kwietnia 1999 biskup białostocki i gdański Jakub poświęcił 4 krzyże na boczne kopuły cerkwi. 1 października 1999 zostało ustanowione drugie święto parafialne ku czci Matki Bożej Wsiecarycy (Wszechkrólowej). Przy tej okazji metropolita w asyście biskupa Jakuba i duchowieństwa dokonał poświęcenia krzyża na dzwonnicę oraz dzwonów.

### Rys architektoniczny
Choć ideą wzniesienia świątyni było bezpośrednie odniesienie się do przedwojennego soboru Zmartwychwstania Pańskiego jako jego kontynuacji, to pod względem architektonicznym cerkiew ta w żaden sposób nie nawiązuje do swej poprzedniczki.
Projekt świątyni wykonali architekci Jan Kabac i Jerzy Uścinowicz oraz Władysław Ryżyński. Świątynia nawiązuje do tradycji staroruskiej i nowogrodzkiej, przy wykorzystaniu formy sakralnego budownictwa Podlasia. W rozwiązaniu przestrzennym wnętrza cerkwi zastosowano plan centralny, który ma być wyobrażeniem wzajemnie przenikającego się krzyża greckiego.

### Wizyty zwierzchników Cerkwi lokalnych
21 sierpnia 2016 cerkiew odwiedziła delegacja Prawosławnego Patriarchatu Antiocheńskiego z patriarchą Janem X na czele, natomiast w sierpniu 2018 r. – delegacja Kościoła Prawosławnego w Ameryce z metropolitą Tichonem na czele.